# Sul non essere o sulla natura
Sul non essere o sulla natura è uno degli scritti più importanti di Gorgia; Il testo originale è andato perduto e restano solo due parafrasi: la prima si trova nell'opera di Sesto Empirico Adversus mathematicos, VII, 65-87; la seconda in un'opera attribuita ad Aristotele, ma in realtà anonima, De Melisso, Xenophane, Gorgia (Περὶ Μελίσσου, Ξενοφάνους καὶ Γοργίου, 979a 11 – 980b 21); ognuno di questi testi, tuttavia, esclude materiale che viene discusso nell'altro.
In questo scritto, il filosofo stabilisce tre tesi che argomentano l'impossibilità dell'uomo di conoscere:
- nulla c'è; dunque, tutto ciò che esiste è apparente;
- se anche qualcosa esistesse, esso non sarebbe conoscibile all'uomo il quale, secondo Gorgia, non può conoscere alcunché;
- se anche fosse conoscibile, non sarebbe comunicabile agli altri.

Nel testo attribuito a un "anonimo", mancante in quello di Sesto Empirico, Gorgia esordisce asserendo che "il non essere è nulla" e dunque è qualcosa. Ora, delle due l'una: o essere e non essere sono diversi, oppure sono la stessa cosa. Nel primo caso, visto che il non essere esiste, allora l'essere non esiste. Nel secondo, essere e nulla coincidono, dunque nulla esiste. Tuttavia, ammesso e non concesso che qualcosa esistesse, dovrebbe essere o eterno o generato o tutti e due insieme. Non potrebbe essere generato, poiché deriverebbe dal non essere, il che è impossibile. Se fosse eterno, in quanto infinitamente esteso, come sosteneva Parmenide, dovrebbe occupare tutto lo spazio. Se questo avvenisse, esisterebbero due cose, l’essere (contenuto) e il non essere (contenitore), il che è assurdo. Se non occupasse alcuno spazio, non starebbe da nessuna parte e dunque non sarebbe, come volevasi dimostrare. Infine, non potrebbe essere, contemporaneamente, sia eterno sia generato.
Per Gorgia alla mente dell'uomo nulla è conoscibile e nessuna opinione è idonea a soddisfare la sete di sapere. La mente non è in grado di conoscere, perché non riesce a differenziare il vero dal falso mescolando insieme anche i contenuti. Infatti se, come dice Parmenide, noi non possiamo che pensare l’essere, in quanto non possiamo pensare il nulla, che non esiste, allora qualsiasi cosa che riusciamo a pensare esisterebbe. Ma ciò significherebbe che esisterebbero anche i prodotti della fantasia, come gli esseri mitologici (centauri, chimere, eccetera), che invece non esistono. 
Ma anche se noi fossimo in grado di conoscere qualcosa, non riusciremmo a comunicarlo, perché se vedo un oggetto, ad esempio, devo usare le parole (suoni, segni grafici, o gesti) per comunicarlo a qualcuno e, così facendo, si utilizza un mezzo espressivo eterogeneo, così cambia anche la versione delle cose in quanto si crea una deformazione della realtà.